# Narrowboat

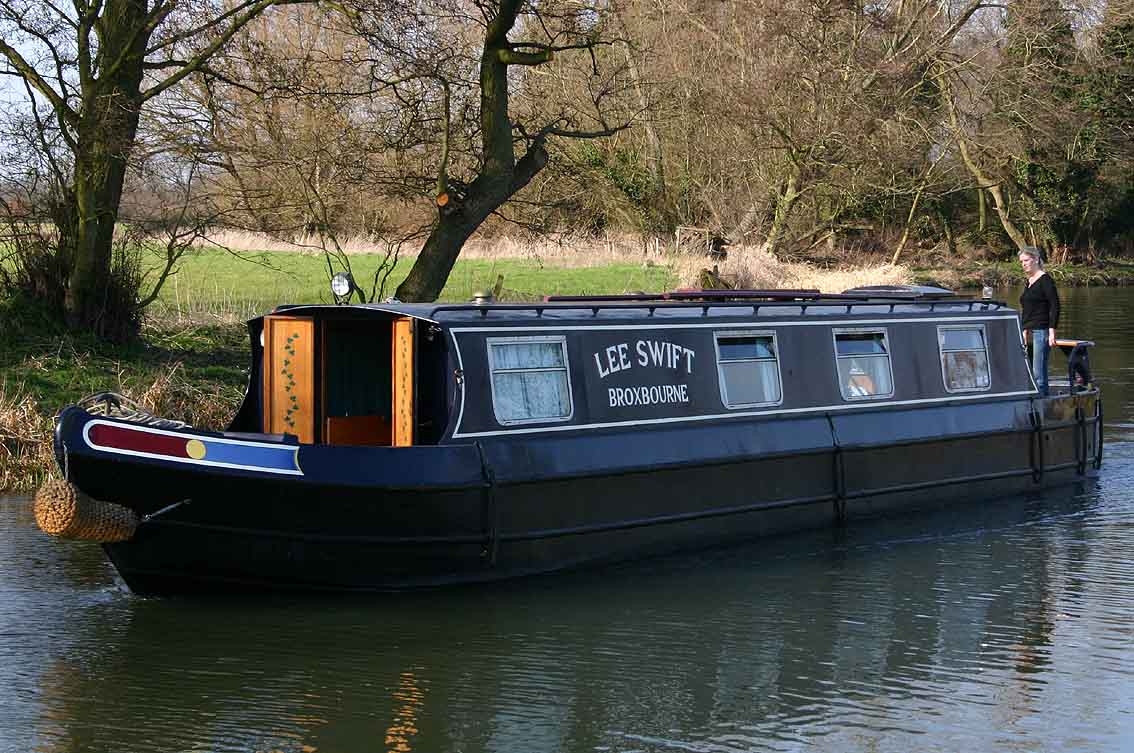
Una narrowboat

Una narrowboat o narrow boat ("barca stretta") è una barca dal design particolare, realizzata per adattarsi ai canali stretti del Regno Unito.

## Caratteristiche
Una narrowboat deve essere larga meno di 7 piedi (2,13 m); le barche moderne hanno usualmente una larghezza di 6 piedi e 10 pollici (2,08 m). La lunghezza massima è di 72 piedi (21,95 m). Questi ingombri sono dettati dalla misura delle chiuse che non potrebbero ricevere natanti più ingombranti. La rete di canali interni non possiede uno standard unico, le misure sopra indicate sono le massime ammesse ma limitano la navigazione solo a una parte; per percorrere l'intera estensione dei canali, la lunghezza massima è 57 piedi (17,37 m).
Le prime narrowboat hanno giocato un ruolo chiave nei cambiamenti economici della rivoluzione industriale britannica. Erano barche di legno trainate da un cavallo, condotto da un membro dell'equipaggio, che camminava sulla sponda rialzata del canale. I cavalli furono gradualmente sostituiti con la propulsione a vapore e poi con i motori diesel. Con l'avvento delle ferrovie il traffico commerciale diminuì gradualmente e l'ultima tratta regolare a lunga distanza scomparve nel 1970. Tuttavia alcuni trasporti occasionali continuarono negli anni a seguire.
Alla fine del XIX secolo era pratica comune dipingere l'opera morta con colori vivaci e abbellirla con motivi floreali, scritte eleganti e altri disegni. Questa tradizione è rimasta fino ad oggi.
Le narrowboats moderne sono usate per le vacanze, le pause di fine settimana, il turismo o come residenze permanenti o part-time. Quelle di recente costruzione hanno scafo e sovrastrutture in metallo. 

## Terminologia
La definizione narrowboat (parola unica composta), nel dizionario inglese di Oxford è: 
Una barca per canali [britannico] dal tradizionale design lungo e stretto, di dimensioni non superiori a quelle sopra elencate.
Citazioni precedenti, nel dizionario inglese di Oxford, usano il termine "narrow boat", più recentemente, in Canal Boat & Inland Waterways nel 1998, viene modificato in "narrowboat" e così è rimasto.
La parola composta "narrowboat" è stata adottata da autorità come: Canal and River Trust, Scottish Canals e la rivista Waterways World per riferirsi a tutte le barche costruite nello stile e tradizione descritti.
Un altro termine storico per una barca stretta è: "long boat" (barca lunga), questo nome veniva usato nelle Midlands e specialmente sul fiume Severn e collegava i corsi d'acqua a Birmingham.
Le dimensioni massime dei natanti sopra elencati, permettevano una navigazione agevole sulla rete di canali britannici fino a qualche decennio fa ma il tempo e alcuni cedimenti strutturali che hanno modificato le idrovie, a volte riducendone la dimensione dei passaggi, hanno costretto a ridurre le barche moderne con una larghezza massima di 6 piedi e 10 pollici (2,08 m) per garantire un facile passaggio attraverso l'intero sistema.
A causa della loro snellezza, alcune narrowboat sembrano molto lunghe. La lunghezza massima è di circa 72 piedi (21,95 m), che corrisponde a quella delle chiuse più lunghe del sistema. Le narrowboat moderne tendono ad essere più brevi, per permettere di navigare ovunque sulla rete connessa dei canali britannici, compresi i canali costruiti per barche più larghe, ma più corte. Il blocco più corto sulla rete principale è Salterhebble Middle Lock sulla Calder and Hebble Navigation, a circa 56 piedi (17,07 m) di lunghezza. Tuttavia, il C & H è un canale largo, quindi la chiusa è larga circa 14 piedi e 2 pollici (4,32 m). Alcune chiuse su corsi d'acqua isolati sono lunghe meno di 40 piedi (12,19 m). Dove era possibile invece evitare di attraversare le chiuse, a volte venivano costruite barche più strette. Per esempio, le barche di Wolverhampton, che operavano in un'area intorno all'omonima area, erano lunghe 87 piedi e larghe 7 piedi e 9 pollici.

## Narrowboat moderne
Le narrowboat moderne furono sviluppate, per un uso ricreativo, negli anni '70.
Le più recenti barche a motore, ad esempio, dopo il 1990, sono solitamente alimentate da moderni motori diesel in sostituzione di quelli a vapore, sempre affidabili ma bisognosi di cure e manutenzioni più complesse. Ci sono almeno 6 piedi (1,8 m) di spazio interno e spesso, o di solito,  strutture domestiche come: riscaldamento centralizzato, servizi igienici, doccia o anche vasca da bagno, quattro fornelli, forno, grill, forno a microonde e frigorifero; alcune possono avere la televisione satellitare e la banda larga mobile, utilizzando la tecnologia 4G o 5G. 
Esternamente, la loro somiglianza con le barche tradizionali, può variare da una fedele imitazione (falsi rivetti e vernice simile a quelle tradizionali),  fino ad un approccio di tipo libero che non cerca di fingere in ogni modo che questa è una barca tradizionale.

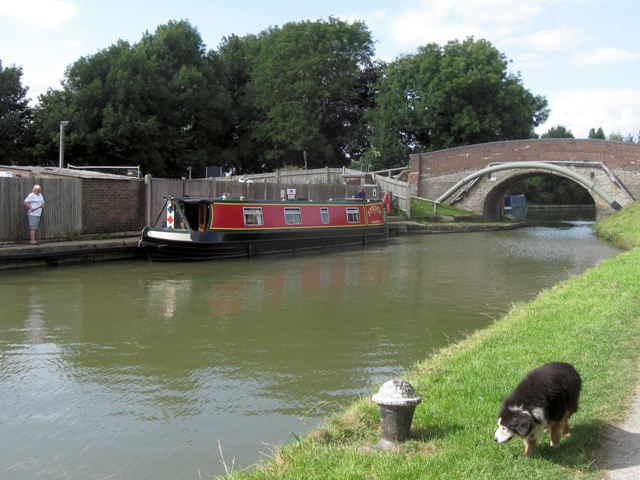

Sono di proprietà di singoli individui, condivise da  gruppi di amici o da istituzioni organizzate,  affittate da agenzie di vacanze o utilizzate come hotel da crociera. Alcune imbarcazioni sono abitate in modo permanente: o in un unico luogo (anche se gli ormeggi a lungo termine per le barche a motore residenziali sono attualmente molto difficili da trovare) o in continuo movimento intorno alla rete.

## Tipi

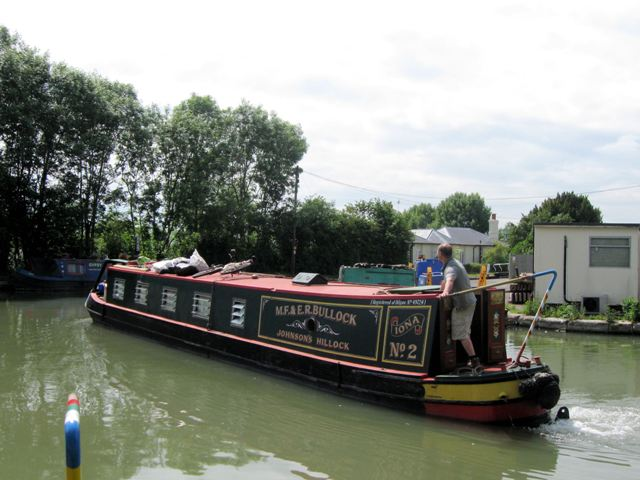

Su quasi tutte le barche a remi lo sterzo avviene con il timone, come nel caso di tutte le imbarcazioni strette funzionanti. Il timone si trova a poppa della barca, dietro al boccaporto e / o alle porte posteriori in cima ai gradini dalla cabina. L'area di guida è disponibile in tre tipi di base, ognuno dei quali risponde a diverse esigenze di massimizzazione dello spazio interno; avere un aspetto più tradizionale; avere un ponte posteriore abbastanza grande da permettere a tutti di godersi il clima estivo o le lunghe serate; o protezione esterna in caso di maltempo. Ogni tipo ha i suoi sostenitori. Tuttavia, i confini non sono fissi, e alcune barche sfocano le categorie mentre i nuovi designer provano diversi arrangiamenti e combinazioni.